# فابيو موريلي
فابيو موريلي (14 مارس 1995 بنوشاتيل في سويسرا - ) هو لاعب كرة قدم سويسري في مركز الهجوم. لعب مع FC Montreal ‏.

## وصلات خارجية
- فابيو موريلي على موقع قاعدة بيانات كرة القدم.إي يو (الإنجليزية)